# بوناويا
بوناويا هي بلدة وضاحية لبابيتي في بولينزيا الفرنسية،عاش الرسام الفرنسي بول غوغان هناك حيث رسم لوحته الشهيرة من أين نأتي؟ ما نحن؟ إلى أين نحن ذاهبون؟.